# Elaeocarpus sordidus
Elaeocarpus sordidus är en tvåhjärtbladig växtart som beskrevs av Airy Shaw. Elaeocarpus sordidus ingår i släktet Elaeocarpus och familjen Elaeocarpaceae. Inga underarter finns listade i Catalogue of Life.